# Pablo Sarabia
Pablo Sarabia García (* 11. května 1992 Madrid) je španělský profesionální fotbalista, který hraje na pozici křídelníka či ofensivního záložníka za anglický klub Wolverhampton Wanderers FC a za španělský národní tým.

## Klubová kariéra
Pablo Sarabia hrál v letech 2009–2011 v rezervě klubu Realu Madrid (Real Madrid Castilla). V prosinci 2010 odehrál jeden zápas v Lize mistrů UEFA za A-tým.

### Getafe
V červenci 2011 podepsal pětiletý kontrakt s klubem Getafe CF, kde strávil 5 let. Posléze se přesunul do klubu Sevilla FC v Andalusii, ve kterém strávil 3 roky. Odsud se v roce 2019 přesunul do francouzského Paris Saint-Germain.

### Paris Saint-Germain
Pařížský velkoklub PSG s ním začátkem července 2019 vyjednal kontrakt na pět let.
Sarabia zazářil v lize proti Angers 5. října, kdy sám otevřel skóre utkání, které nakonec skončilo vítězstvím Pařížanů 4:0. Sarabia navíc spoluhráčům dva z gólů připravil.
Se svým klubem se stal nakonec vítězem francouzské ligy, předčasně ukončené kvůli pandemii covidu-19.

### Wolverhampton Wanderers
V lednu 2023 se stal novou zimní posilou Wolverhamptonu. Anglický celek poslal do PSG, kde se po celou dobu druhé poloviny roku 2022 spíše trápil, celkem 5 miliónů eur. S prvoligovým klubem podepsal smlouvu na 2,5 roku, s opcí až do roku 2026. 

## Reprezentační kariéra
Sarabia reprezentoval Španělsko v mládežnických kategoriích. Zúčastnil se Mistrovství Evropy hráčů do 19 let 2011 v Rumunsku, kde mladí Španělé porazili ve finále Českou republiku 3:2 po prodloužení.
Na tomto turnaji byl kapitánem svého mužstva.
Také reprezentoval na Mistrovství Evropy hráčů do 21 let v Izraeli, kde Španělé získali zlaté medaile po finálové výhře 4:2 nad vrstevníky z Itálie.